# A Simpson család (3. évad)
A Simpson család 3. évadát 1991. szeptember 19. és 1992. augusztus 27. között sugározták a Fox csatornán. A műsor készítői Matt Groening, James L. Brooks, és Sam Simon.
Az évad utolsó részét, a Bátyó, nincs kölcsön két lepedőd?-öt hónapokkal a hivatalos évadzáró után, augusztus 27-én adták le, majd később a harmadik évad DVD-kiadásán is megjelent.

## Epizódok
| # | Bemutatás            | Prod. Kód | Cím                                       |
| --- | -------------------- | --------- | ----------------------------------------- |
| 36–301 | 1991. szeptember 19. | 7F24      | Ki őrült, ki nem                          |
| Homer-t elmegyógyintézetbe zárják, mert rózsaszínű ingbe ment dolgozni, az intézetben pedig találkozik Leon Kompowsky-val, aki Michael Jacksonnak képzeli magát. Végül Marge segítségével mindkettejüket kiengedik, Leon-Michael pedig segít Bartnak, hogy megfelelő ajándékot találjon Lisa 8. születésnapjára. - Michael Jackson ("John Jay Smith" álnév alatt) és Kipp Lennon vendégszereplésével |                      |           |                                           |
| 37–302 | 1991. szeptember 26. | 8F01      | Lisa meghódítja Washingtont               |
| Lisa elindul egy esszéíró versenyen, amin el is jut a washingtoni döntőig, így az egész család a városba utazik. Itt Lisa csalódik az általa méltatott demokráciában, ezért átírja esszéjét támadó hangvételűre. |                      |           |                                           |
| 38–303 | 1991. október 3.     | 7F23      | Mikor a Flandersnek nem megy              |
| Flanders felhagy addigi munkájával, és Balkezes boltot nyit. Homér a bolt csődjét kívánja, ám amikor ez megvalósul lelkiismeretfurdalása támad, ezért segítséget kér, hogy megakadályozzák Flanders elköltözését. |                      |           |                                           |
| 39–304 | 1991. október 10.    | 8F03      | Bart, a gyilkos                           |
| Bart egy napon a Hájas Tony vezette maffia bárjába kerül, ahol pimaszsága és koktélkeverési tehetsége miatt felveszik pincérnek. Ám egyszer Sintér miatt elkésik, így mikor az igazgató eltűnik mindenki Bartot gyanúsítja. - Joe Mantegna és Neil Patrick Harris vendégszereplésével |                      |           |                                           |
| 40–305 | 1991. október 17.    | 8F04      | Homernak homérja van                      |
| A springfield-i atomerőműben maghasadás történik, amit Homer teljesen véletlenül megállít, ezzel hőssé válik. Ezután a shelbyville-i atomerőműbe hívják előadást tartani, ahol szintén maghasadás történik, így őket is Homernak kell megmentenie. - Magic Johnson, Chick Hearn és Jon Lovitz vendégszereplésével |                      |           |                                           |
| 41–306 | 1991. október 24.    | 8F05      | Az én apukám                              |
| Ropi, a bohóc egy nap Simpsonéknál ebédel, ami szomorú emlékeket ébreszt fel benne, ugyanis az apja megtagadta őt, amikor a családi hagyomány folytatása helyett bohócnak állt. Lisa és Bart látva ezt megpróbálja kibékíteni Ropit a családjával. - Jackie Mason vendégszereplésével |                      |           |                                           |
| 42–307 | 1991. október 31.    | 8F02      | Rémségek Simpson háza 2                   |
| #Lisa's nightmare (The Monkey's Paw): Homer Algériában szerez egy kívánságteljesítő majomkezet, ami viszont el van átkozva, így nem úgy sülnek el a kívánságok, ahogy azt tervezték. 1. Bart's nightmare (The Bart Zone): Bart álmában képessé válik a gondolatolvasásra, és negatív gondolatok esetén az adott embert valamilyen groteszk lénnyé változtatja, amit ő viccesnek talál. 2. Homer's nightmare (If I Only Had a Brain): Mr. Burn egy tökéletes munkásrobotot épít, ami agyának Homerét ülteti be. A terv kudarcba fullad, ám a visszaültetéskor Burns balesetet szenved. |                      |           |                                           |
| 43–308 | 1991. november 7.    | 8F06      | Lisa pónija                               |
| A sokadik cserbenhagyása után Homer rájön, hogy Lisa nem igazán szereti őt, ezért teljesíti a lány legnagyobb álmát és vesz neki egy pónit. Ám a póni eltartása rengeteg pénzbe kerül, ezért Homer másodállásként a Kwik-E-Martban kezd dolgozni, ám nagyon nehezen viseli a két munkát egyszerre. - Frank Welker vendégszereplésével |                      |           |                                           |
| 44–309 | 1991. november 14.   | 8F07      | Mint a villám                             |
| Homer kitölt egy tesztet, ami megmutatja, hogy mennyire jó apa, de sajnos csúfosan leszerepel benne. Azért, hogy javítson ezen segít Bartnak építeni egy gokartot, amivel megnyerheti a bajnokságot. |                      |           |                                           |
| 45–310 | 1991. november 21.   | 8F08      | A lángoló Moe                             |
| Nem hoz sok hasznot Moe kricsmije, ezért Homer kitalál egy új italt, A Lángoló Homer-t, amivel újra feldobja a csehó bevételét. Ám Moe a saját nevére nevezi át az italt, ám amikor a Lángoló Moe receptjét egy nagy étteremlánc akarja megvenni Homer közbelép. - Az Aerosmith vendégszereplésével |                      |           |                                           |
| 46–311 | 1991. december 5.    | 8F09      | Burns Verkaufen der atomerővel            |
| Mr. Burns eladja az atomerőművet, az új tulajok egy felülvizsgálat után pedig kirúgják Homert. Egy idő után arra is rájönnek, hogy az atomerőmű állapota miatt nagyon rossz üzletet kötöttek, közben pedig Mr. Burns is kezdi hiányolni a munkások irányítását. - Phil Hartman vendégszereplésével |                      |           |                                           |
| 47–312 | 1991. december 19.   | 8F10      | Homer megnősül                            |
| Marge elvégez egy terhességi tesztet, ám az eredmény nem egyértelmű, ezért elmegy Dr. Hibberthez segítséget kérni. Ezalatt Homer elmeséli a gyerekeinek, hogyan ismerkedtek meg a '80-as években Marge-al és hogyan kezdett el dolgozni az atomerőműben. |                      |           |                                           |
| 48–313 | 1992. január 9.      | 8F11      | Bart rádió                                |
| Bart születésnapjára egy mikrofonos rádiót kap, amit a kútba téve Timmy O'Toole-nak kiadva magát hülyíti Springfield népét. Ám Lisa figyelmezteti, hogy Bart neve rajta van a rádiót, ezért Bart elindul hogy felhozza, ám tényleg a kút fenekén ragad. - Sting vendégszereplésével |                      |           |                                           |
| 49–314 | 1992. január 23.     | 8F12      | Lisa, a tippmester                        |
| Lisa elkezdi nézni a vasárnapi amerikai focimeccseket, hogy több időt töltsön Homerral. Homer Lisa tehetségét kihasználva fogad vele Moe kocsmájában a meccsekre, amit rendszeresen meg is nyer, egészen a Super Bowl-ig, ahol a kettejük kapcsolata lesz a tét. |                      |           |                                           |
| 50–315 | 1992. február 6.     | 8F14      | Homer egyedül                             |
| Marge egy kisebb krízisen megy át a családja ellátása miatt, ezért egyszemélyes pihenésre megy a Rancho Relaxo rekreációs farmra. Ezalatt Bartra és Lisára a nagynénjük vigyáz, ami kínszenvedés a két gyereknek, közben Homer vigyáz Maggie-re, akit véletlenül elveszít. - Phil Hartman vendégszereplésével |                      |           |                                           |
| 51–316 | 1992. február 13.    | 8F16      | Bart, a szerető                           |
| Ms. Vadalma, Bart tanára unja az egyedüllétet, ezért jelentkezik egy társkereső hirdetésre, amit észrevesz Bart is. A fiú egy kitalált férfi nevében ír, akibe Vadalma fülig belezúg, épp ezért éri hatalmas bántásként az igazság, ami után Bart a családjához fordul segítségért. |                      |           |                                           |
| 52–317 | 1992. február 20.    | 8F13      | A csodaütő                                |
| Elérkezik a softball bajnokság döntője, ahol a spriengfieldi atomerőmű nyertes csapata - élükön Homerral - összecsap Shelbyville csapatával. A meccsre hatalmas összegben fogad Mr. Burns és a másik város erőművének vezetője, Aristole Amadopolis, ezért Burns a győzelem érdekében profi játékosokat szerződtet. - Wade Boggs, Jose Canseco, Roger Clemens, Ken Griffey, Jr., Don Mattingly, Steve Sax, Mike Scioscia, Ozzie Smith, Terry Cashman és Darryl Strawberry vendégszereplésével                                                                                         |                      |           |                                           |
| 53–318 | 1992. február 27.    | 8F15      | Bart, a spicli                            |
| Az általános iskolában kitöltenek egy tesztet, amely megjósolja a diákok jövőbeni foglalkozását: Bartot rendőrnek hozza ki, aki beleéli magát a dologba, és hamarosan az iskola felügyelőjévé válik. Eközben Lisa kezd kikészülni a teszt miatt, a tankönyvek tanári példányai pedig eltűnnek, utóbbit Bartnak kell kinyomoznia. - Steve Allen vendégszereplésével |                      |           |                                           |
| 54–319 | 1992. március 12.    | 8F17      | A kutyák a Paradicsomba mennek, nem igaz? |
| Kiskrampusznak bélcsavarodása van, amiből egy drága műtét mentheti meg, amibe a család nagy anyagi megszorításokkal de belemegy. A kutya ezután mégis megszökik és Burns őrző-védő falkájában köt ki, miközben Bart a keresésére indul. |                      |           |                                           |
| 55–320 | 1992. március 26.    | 8F19      | Homer ezredes                             |
| Marge megsérti Homert, ezért az egy távoli kocsmába jut, ahol a helyi pincérnő, Lurleen Lumpkin éneklését veszi fel CD-re, annyira tetszik neki. Lumpkin hamarosan nagyon sikeres lesz, Homer pedig a menedzserének áll, amitől Marge féltékeny lesz. - Beverly D’Angelo vendégszereplésével |                      |           |                                           |
| 56–321 | 1992. április 9.     | 8F20      | Az önjelölt özvegy                        |
| Selma részt vesz a springfield-i börtön Rab Utángondozó Programjában, ahol megismerkedik Balfék Bobbal, akihez feleségül megy. Az egész család örül, csak Bart nem gondolja, hogy Bob megjavult, és a nászút alatt rájön, hogy nem alaptalan a feltételezése. - Kelsey Grammer vendégszereplésével |                      |           |                                           |
| 57–322 | 1992. április 23.    | 8F21      | Az Otto Show                              |
| Otto-t egy baleset miatt eltiltják a vezetéstől amíg újra meg nem szerzi a jogosítványt, ezzel munkáját is elveszti, így pedig az albérletet sem tudja fizetni. A nehéz helyzetben Simpsonék magukhoz költöztetik és segítenek a munkája visszaszerzésében. - Christopher Guest és Michael McKean vendégszereplésével |                      |           |                                           |
| 58–323 | 1992. május 7.       | 8F22      | A szerelmes barát                         |
| Új lány érkezik az iskolába, Samantha, aki összejön a belé fülig szerelmes Milhouse-zal. Bart ezt nem tudja elviselni, ezért egy ideig Martinnal próbál barátkozni, majd miután ez sem jött be beárulja a párost Samantha apjánál. - Kimmy Robertson vendégszereplésével |                      |           |                                           |
| 59–324 | 1992. augusztus 27.  | 8F23      | Bátyó, van kölcsön két lepedőd?           |
| Homer az atomerőműben dolgozás alatt sterillé válik, ám Burns nem akar kártérítést fizetni, ezért helyette 2000 dollárt és egy díjat ad neki. Ezt megtudja Homer bátyja, Herb Powell, aki el akarja kérni a pénzt, hogy legújabb tervével ismét gazdaggá váljon. - Danny DeVito és Joe Frazier vendégszereplésével |                      |           |                                           |

## DVD kiadás
| A teljes harmadik évad | | | |
| Készlet adatok | Készlet adatok | Készlet adatok | Extrák |
| - 24 epizód - 4-lemezes készlet - 1.33:1 képarány - Nyelvek: - Angol (Dolby Digital 5.1, felirattal) - Latin spanyol (Dolby Digital 2.0 Surround, felirattal) - Kanadai francia (Dolby Digital 2.0 Surround) - Brazil portugál (Dolby Digital 2.0 Surround, felirattal) | - 24 epizód - 4-lemezes készlet - 1.33:1 képarány - Nyelvek: - Angol (Dolby Digital 5.1, felirattal) - Latin spanyol (Dolby Digital 2.0 Surround, felirattal) - Kanadai francia (Dolby Digital 2.0 Surround) - Brazil portugál (Dolby Digital 2.0 Surround, felirattal) | - 24 epizód - 4-lemezes készlet - 1.33:1 képarány - Nyelvek: - Angol (Dolby Digital 5.1, felirattal) - Latin spanyol (Dolby Digital 2.0 Surround, felirattal) - Kanadai francia (Dolby Digital 2.0 Surround) - Brazil portugál (Dolby Digital 2.0 Surround, felirattal) | - Választható kommentár az összes epizódhoz, plusz négy órás easter egg kommentár Al Jean-nel és Mike Reiss-szel - Zenei válogatás "Homer ezredes" című részből - Korai vázlatok - Reklámok - Idegen nyelvű klipek - Klip az 1991-es Macy's Hálaasdás Napi Felvonulásról, egy Bartos léggömbbel - Wurlitzeres zeneválogatás (11 zeneszám) - Korábban még nem látott promófelvétel a "Homer ezredes" című részhez |
| Kiadási adatok | | | - Választható kommentár az összes epizódhoz, plusz négy órás easter egg kommentár Al Jean-nel és Mike Reiss-szel - Zenei válogatás "Homer ezredes" című részből - Korai vázlatok - Reklámok - Idegen nyelvű klipek - Klip az 1991-es Macy's Hálaasdás Napi Felvonulásról, egy Bartos léggömbbel - Wurlitzeres zeneválogatás (11 zeneszám) - Korábban még nem látott promófelvétel a "Homer ezredes" című részhez |
| 1-es régió | 2-es régió | 4-es régió | - Választható kommentár az összes epizódhoz, plusz négy órás easter egg kommentár Al Jean-nel és Mike Reiss-szel - Zenei válogatás "Homer ezredes" című részből - Korai vázlatok - Reklámok - Idegen nyelvű klipek - Klip az 1991-es Macy's Hálaasdás Napi Felvonulásról, egy Bartos léggömbbel - Wurlitzeres zeneválogatás (11 zeneszám) - Korábban még nem látott promófelvétel a "Homer ezredes" című részhez |
| 2003. augusztus 26. | 2003. október 6. | 2003. október 22. | - Választható kommentár az összes epizódhoz, plusz négy órás easter egg kommentár Al Jean-nel és Mike Reiss-szel - Zenei válogatás "Homer ezredes" című részből - Korai vázlatok - Reklámok - Idegen nyelvű klipek - Klip az 1991-es Macy's Hálaasdás Napi Felvonulásról, egy Bartos léggömbbel - Wurlitzeres zeneválogatás (11 zeneszám) - Korábban még nem látott promófelvétel a "Homer ezredes" című részhez |